# Arthur Kocou
 (avril 2017).
Arthur Valéry Pierre Kocou, né le 21 décembre 1983, est un footballeur ivoirien jouant au poste de milieu offensif ou ailier gauche avec le Stade tunisien. Il a joué un rôle majeur dans le succès de l'ASEC dans la Ligue des Champions de la CAF en 2006, 2007 et 2008.

## Carrière
- 2002-2004 : Stella Club d'Adjamé  Côte d'Ivoire
- 2004-2008 : ASEC Mimosas  Côte d'Ivoire
- 2009-2009 : Stade tunisien  Tunisie
- 2010-2011  : JCAT  Côte d'Ivoire